# Suur-Ameerika tänav
La rue Grande-Amérique (estonien : Suur-Ameerika tänav) est une rue de Tallinn en Estonie.

## Présentation
La rue traverse les quartiers de Tõnismäe, Uus Maailm et Kassisaba dans l’arrondissement Kesklinn.
La rue part de la route de Pärnu, croise les rues Toom-Kuninga tänav, Koidu tänav et Endla tänav et se termine en croisant la rue Luise tänav.
La rue Suur-America mesure environ 850 mètres de long.

## Lieux et monuments de la rue
| #  | Image | Réf.                      |
| -- | ----- | ------------------------- |
| 1  |       | Ministeeriumite ühishoone |
| 12 |       | Immeuble de bureaux       |
|    |       |                           |
| 37 |       |                           |
|    |       |                           |